# Was it some Golden Star?
Was it some Golden Star? è una poesia scritta da Gilbert Parker, pubblicata nel volume I di una serie di poesie chiamate Embers. Fu messa in musica dal compositore inglese Edward Elgar nel 1910, come Op. 59, n. 5.

## Storia
Le canzoni dell'Opus 59 facevano parte di un ciclo di sei canzoni romantiche di Parker che non fu mai completato, stranamente i numeri 1, 2 e 4 non furono mai composti. Le altre canzoni erano Oh, soft was the song Twilight. Le canzoni furono originariamente scritte con accompagnamento di pianoforte, ma in seguito furono orchestrate dal compositore stesso per grande orchestra.
Le canzoni furono composte tra il dicembre 1909 e il gennaio 1910 e pubblicate da Novello nel 1910. La première fu eseguita da Muriel Foster nel corso dello Jaeger Memorial Concert alla Queen's Hall il 24 gennaio 1910.

## Versi
WAS IT SOME GOLDEN STAR?
Once in another land,
Ages ago,
You were a queen, and I,
I loved you so:
Where was it that we loved--
Ah, do you know?
Was it some golden star
Hot with romance?
Was it in Malabar,
Italy, France?
Did we know Charlemagne,
Dido, perchance?
But you were a queen, and I
Fought for you then:
How did you honour me-–
More than all men!
Kissed me upon the lips;
Kiss me again.
Have you forgotten it,
All that we said?
I still remember though
Ages have fled.
Whisper the word of life,--
"Love is not dead".

## Incisioni
- Elgar: The Collector's Edition, CD 29 Robert Tear (tenor), City of Birmingham Symphony Orchestra, Vernon Handley (conductor)
- The Songs of Edward Elgar SOMM CD 220 Christopher Maltman (baritone) with Malcolm Martineau (piano), at Southlands College, London, April 1999